# Джордже Николич
Джордже Николич (серб. Ђорђе Николић, нар. 13 квітня 1997, Белград) — сербський футболіст, воротар угорського клубу «Уйпешт». Грав за молодіжну збірну Сербії.

## Клубна кар'єра
Народився 13 квітня 1997 року в місті Белград. Вихованець юнацьких команд футбольних клубів «Црвена Звезда» та «Партизан».
У дорослому футболі дебютував 2015 року виступами за команду «Ягодина», в якій провів один сезон, взявши участь у 19 матчах чемпіонату.
У червні 2016 року 19-річний голкіпер був запрошений до швейцарського «Базеля», з яким уклав чотитирічний контракт. Відігравши за команду з Базеля одну гру у національній першості, для здобуття ігрової практики 2017 року був відданий в оренду до друголігового «Шаффгаузена», а наступного року до «Туна». Сезон 2018/19 року знову провів у другому швейцарському дивізіоні, де був основним воротарем «Аарау».
Влітку 2019 року повернувся до «Базеля», де отримав статус другого голкіпера, основного резервиста Йонаса Омліна. Протягом першого сезону після повернення взяв участь у 5 матчах національного чемпіонату.

## Виступи за збірні
2012 року дебютував у складі юнацької збірної Сербії (U-16), загалом на юнацькому рівні взяв участь у 19 іграх, пропустивши 4 голи.
Протягом 2017–2018 років залучався до складу молодіжної збірної Сербії. На молодіжному рівні зіграв у 2 офіційних матчах і був учасником молодіжного Євро-2017.

## Титули і досягнення
- Чемпіон Швейцарії (1):

«Базель»: 2016-2017